# Philemo Agrippianus
Philemo Agrippianus war ein antiker römischer Geschirrwart.
Philemo Agrippianus ist heute nur noch aufgrund einer in das Jahr des Konsulats von Publius Vinicius und Publius Alfenus Varus, also das Jahr 2, zu datierende Grabinschrift bekannt. Diese wurde in Rom gefunden, ist aber nur noch in einer neuzeitlichen Abschrift überliefert und heute verschollen. Die Inschrift besagt, dass der Sklave Philemo Agrippianus wie auch sein Kollege Zoilus Agrippianus als corinthiar(ius) Verantwortlicher für das Corinthium aes, also Geschirrwart, des römischen Kaiserhauses war. Als solcher war er für wertvolle Gerätschaften und Gefäße des Kaiserhauses verantwortlich. Die Grabinschrift, die er für sich selbst und seine Angehörigen setzen ließ, wurde früher falsch interpretiert und Philemo Agrippianus daher als Toreut (Metallbearbeiter) missinterpretiert. Die ergänzte Inschrift lautet:

“Philemoni Agripp(ae) corinthiar(io) / liberti et conservi qui in hoc monumento / contuler(unt) imaginem marmoream honoris causa deder(unt) // Zoilo Agripp(ae) corinthiar(io) / liberti et conservi qui in hoc monument(o) / contuler(unt) imaginem marmoream honoris causa deder(unt) // P(ublio) Vinicio // P(ublio) Alfeno Varo co(n)s(ulibus)”

## Einzelbelege
1. ↑  CIL 6, 33768

| Personendaten    | Personendaten                  |
| ---------------- | ------------------------------ |
| NAME             | Philemo Agrippianus            |
| ALTERNATIVNAMEN  | Agrippianus, Philemo           |
| KURZBESCHREIBUNG | antiker römischer Geschirrwart |
| GEBURTSDATUM     | 1. Jahrhundert v. Chr.         |
| STERBEDATUM      | 1. Jahrhundert                 |
| STERBEORT        | unsicher: Sorrent              |